# Canal Flats
Canal Flats es un pueblo canadiense situado en la provincia de Columbia Británica.

## Superficie
Canal Flats tiene una superficie de 11,07 km².

## Demografía
En 2021, tenía 802 habitantes, una densidad poblacional de 72,5 hab./km², y 470 viviendas.